# 어플몬스터
《디지몬 유니버스 어플리 몬스터즈》(일본어: デジモンユニバース アプリモンスターズ 데지몬유니바스 아프리몬스타즈[*], Digimon Universe Appli Monsters)는 스마트폰에 사는 인공지능 생명체이자 디지몬의 친척인 '어플몬'을 소재로 한 애니메이션이다. 디지몬 시리즈의 TV 애니메이션 역사상 최초의 스핀오프 작품으로, 2016년 10월 1일부터 2017년 9월 30일까지 TV 도쿄에서 방영되었다. 대한민국에서는 재능TV에서 2019년 1월 25일부터 7월 19일까지 매주 금요일 저녁 6시에 방영했다.

## 줄거리
「다가오는 2045년. 인류의 지능을 인공지능이 뛰어넘는다고?」 그런 예측과 무관한 중학생, 한바다는 극히 평범한 나날을 보내고 있다. 그러던 어느날, 어플리 드라이브를 얻게 되고 스마트폰에서 갓치몬이 튀어나왔다. 리바이어던으로부터 도망치고 리얼 월드에 찾아온 것이라고 한다. 곧 바다의 주위에는 갓치몬과 동족의 몬스터인 「어플몬」의 소행 다운 기묘한 현상이 일어나기 시작. 「되는거야! 내가 진정한 주인공이!」라고 결의한 바다는 갓치몬와 버디를 맺고 현실과 인터넷, 두 세계를 구하기 위한 어플몬 활동을 시작했다.
하지만 어플몬과 버디를 맺은 것은 바다하고 갓치몬뿐만이 아니었다.

## 등장인물

### 주요 인물
- 신카이 하루 (新海 ハル) / 한바다

성우 : 우치야마 유미 / 장예나
본작의 주인공. 중학교 1학년(27화부터는 2학년). 온화하고 상냥한 성격의 소유자. 독서를 좋아하고 이야기의 주인공을 동경한다. 7월 1일생.
- 갓치몬 (ガッチモン)

성우 : 키쿠치 코코로 / 김율
하루(바다)의 버디 어플몬. 검색의 능력을 지녔다.
- 카란 에리 (花嵐 エリ) / 강에리

성우 : 쇼지 우메카 / 사문영
본작의 히로인. 중학교 2학년(27화부터는 3학년). 아이돌 그룹의 일원으로 활동하고 있다. 운동신경이 좋고 활발한 성격이다.
- 도카몬 (ドカモン)

성우 : 쿠마이 모토코 / 안소이
에리의 버디 어플몬. 마음씨가 고우며, 힘이 세다. 액션 게임 앱의 앱몬이다.
- 아스카 토라지로 (飛鳥 虎次郎) / 리랑호

성우 : 코키도 시호 / 김자연
초등학교 5학년으로(27화부터는 6학년), 자유분방한 성격이다. 동영상 사이트인 '앱튜브'에서 인기 있는 앱튜버이다. 활동명은 자신의 이름을 줄인 '아스트라'이다. 한국어판에서는 자신의 이름을 거꾸로 쓴 것('호랑이')의 영어 단어인 '타이거'로 나왔다.
- 뮤지몬 (ミュージモン)

성우 : 타무라 나오 / 김서영
토라지로(랑호)의 버디 어플몬. 음악 앱의 능력이 있다.
- 카츠라 레이 (桂 レイ) / 권레이

성우 : 토요나가 토시유키 / 정재헌
본작의 라이벌. 중학교 2학년(27화부터는 3학년), 굉장한 해커이다.
- 핵몬 (ハックモン 학쿠몬[*])

성우 : 사카구치 다이스케 / 석승훈
레이의 버디 어플몬. 해킹 능력이 있다.
- 오오조라 유진 (大空 勇仁) / 김영웅

성우 : 후루카와 마코토 / 이재범
중학교 1학년으로(27화부터는 2학년), 하루(바다)와는 어릴 적부터 친구이다. 리더십이 있다. 축구를 잘한다. 여자들에게 인기가 많다.
- 오프몬 (オフモン 오후몬[*])

성우 : 시마무라 유우 / 장미
유진(영웅)의 버디 어플몬. 오프라인 게임의 어플몬. 내성적인 성격이라 조금 소심하다.

### L코프 관계자
- 운류지 나이토 (雲龍寺 ナイト) / 나용운

성우 : 시마자키 노부나가 / 박성영

#### 어플리山470 관계자
- 키바야시 에레나 (黄林 エレナ) / 엘레나

성우 : 타카하시 리에 / 김서영
- 마시로 아리스 (真白 アリス) / 앨리스

성우 : 미나세 이노리
- 카구라자카 이즈미 (神楽坂 いずみ) / 리주미

성우 : 호리에 유이

### 그 외
- 카시키 아이 (樫木 亜衣) / 연보라

성우 : 후치가미 마이
- 왓슨 (ワトソン 와토송[*])

성우 : 히로하시 료
본명은 와토 타케루(和戸 尊). 이의 국내 정발판 명칭은 오아승.
- 카츠라 하지메 (桂 はじめ) / 권아인

성우 : 미나세 이노리
레이의 동생.
- 신카이 덴에몬 (新海 電衛門) / 한전문

성우 : 타카기 와타루
바다의 할아버지.

## 작중용품
어플리 드라이브 (アプリドライヴ 아프리도라이브[*])
성우 : 타카기 와타루 / 이재범
어플몬을 실체화하기 위한 아이템.

## 스탭
- 시리즈 디렉터 - 코가 고우
- 시리즈 구성 - 카토 요이치
- 캐릭터 디자인 - 오오누키 켄이치
- 프로듀서 - 나가토미 타이치

## 주제가

### 오프닝 테마
《DiVE!!》(1화 ~ 26화)
작사 - 미야타 "레프티" 료·아마츠키 / 작곡 - 미야타 "레프티" 료 / 편곡 - 나카야마 마사토
노래 - 아마츠키 (킹레코드)
《갓첸!》 (27화 ~ 최종화(52))
작사 - 나나호시 관현악단 / 작곡·편곡 - 이와미 리쿠
노래 - 사이킥 러버 (워너 뮤직 재팬)

### 엔딩 테마
《파란 불꽃 신드롬》 (1화 ~ 13화)
작곡 - 사쿠라이 히데토시 (진심 브라더즈) / 작곡 - 츠츠미 쿄헤이 / 편곡 - soundbreakers
노래 - 이이다 리호 (토쿠마 재팬 커뮤니케이션즈)
《아이》 (14화 ~ 26화)
작사·작곡·편곡 - 와다 타케아키
노래 - 와지마 아미 (포니캐년)
《리틀피》 (27화 ~ 39화)
작사·작곡·편곡 - 후쿠이 신리
노래 - Ange☆Reve (포니캐년)
《퍼펙트 월드》 (40화 ~ 최종화(52))
작사 - 코다마 사아리 / 작곡·편곡 - 미야자키 아유미
노래 - 트래픽 라이트 (빅터 엔터테인먼트)

### 삽입곡
《새끼 손가락 걸고 웃는 얼굴로 돗칸 펀치☆》 (17화)
작사 - 코다마 사아리 / 작곡·편곡 - 고토 코우지
노래 - 카란 에리 (쇼지 우메카)
《BE MY LIGHT》 (32, 38화)
작사 - 나나호시 관현악단 / 작곡·편곡 - 이와미 리쿠
노래 - 사이킥 러버

## 게임
닌텐도 3DS용 소프트웨어로서 출시.